# Liturgusidae
De Liturgusidae zijn een familie van insecten uit de orde bidsprinkhanen (Mantodea).

## Geslachten
De familie bestaat uit de subfamilie Liturgusinae en een enkele geslachtengroep, Liturgusini, die is samengesteld uit de volgende geslachten:
- Ciulfina Giglio-Tos, 1915
- Corticomantis Svenson, 2014
- Dactylopteryx Karsch, 1892
- Fuga Svenson, 2014
- Gonatista  Saussure, 1869
- Gonatistella  Giglio-Tos, 1915
- Hagiomantis  Serville, 1839
- Humbertiella Saussure, 1869
- Liturgusa Saussure, 1869
- Liturgusella Giglio-Tos, 1915
- Majanga Wood-Mason, 1891
- Mellierella Giglio-Tos, 1915
- Paratheopompa Schwarz & Ehrmann, 2017
- Pseudogousa Tinkham, 1937
- Scolodera Milledge, 1989
- Stenomantis Saussure, 1871
- Theopompa Stal, 1877
- Theopompella Giglio-Tos, 1917
- Velox Svenson, 2014
- Zouza Rehn, 1911